# Gentil (Santa Lucía)
Gentil es una localidad de Santa Lucía que forma parte del distrito de Laborie.